# Victor-Auguste Blavette
Pour les articles homonymes, voir Blavette.
Victor-Auguste Blavette, né le 4 octobre 1850 à Brains-sur-Gée (Sarthe) et mort le 14 octobre 1933 au Mans, est un architecte français, lauréat du deuxième second grand prix de Rome en 1878 et du premier grand Prix de Rome pour son travail d'architecte sur le projet de rénovation du Louvre en 1879. Il est architecte des bâtiments civils et palais nationaux et chargé du Jardin des Tuileries.

## Carrière
Entré à l'École des beaux-arts en 1869, il est élève au sein des ateliers de Simon-Claude Constant-Dufeux puis de Léon Ginain et fut trois fois logistes. Chargé du Muséum national d'histoire naturelle par arrêté ministériel du 29 octobre 1898, du Conservatoire de musique (rue de Madrid), et de  l'Institut agronomique, il est nommé architecte en chef des palais du Louvre et des Tuileries le 1er août 1910. Architecte des bâtiments civils et palais nationaux  et architecte en chef jusqu'en 1922, il est professeur de théorie architecturale à l'École des beaux-arts, il expose dès 1883 et obtient en 1889 et 1900 les médailles d'or aux Expositions universelles,. 
Officier de la Légion d'honneur (14 août 1900), il a réalisé notamment le monument aux morts de la Guerre 1914-1918 de la ville de Cognac ainsi que le monument Léo Delibes et ses abords dans la commune de La Flèche dans son département natal. Place Carnot (Lyon) un monument à la République, et à Auxerre un monument à Paul Bert. Outre ces monuments, il travaille sur des bâtiments scolaires et des immeubles résidentiels à Paris. Son grand œuvre est la faculté des sciences Saint Charles à Marseille.
Il est inhumé au cimetière du Père Lachaise dans la 65e division.

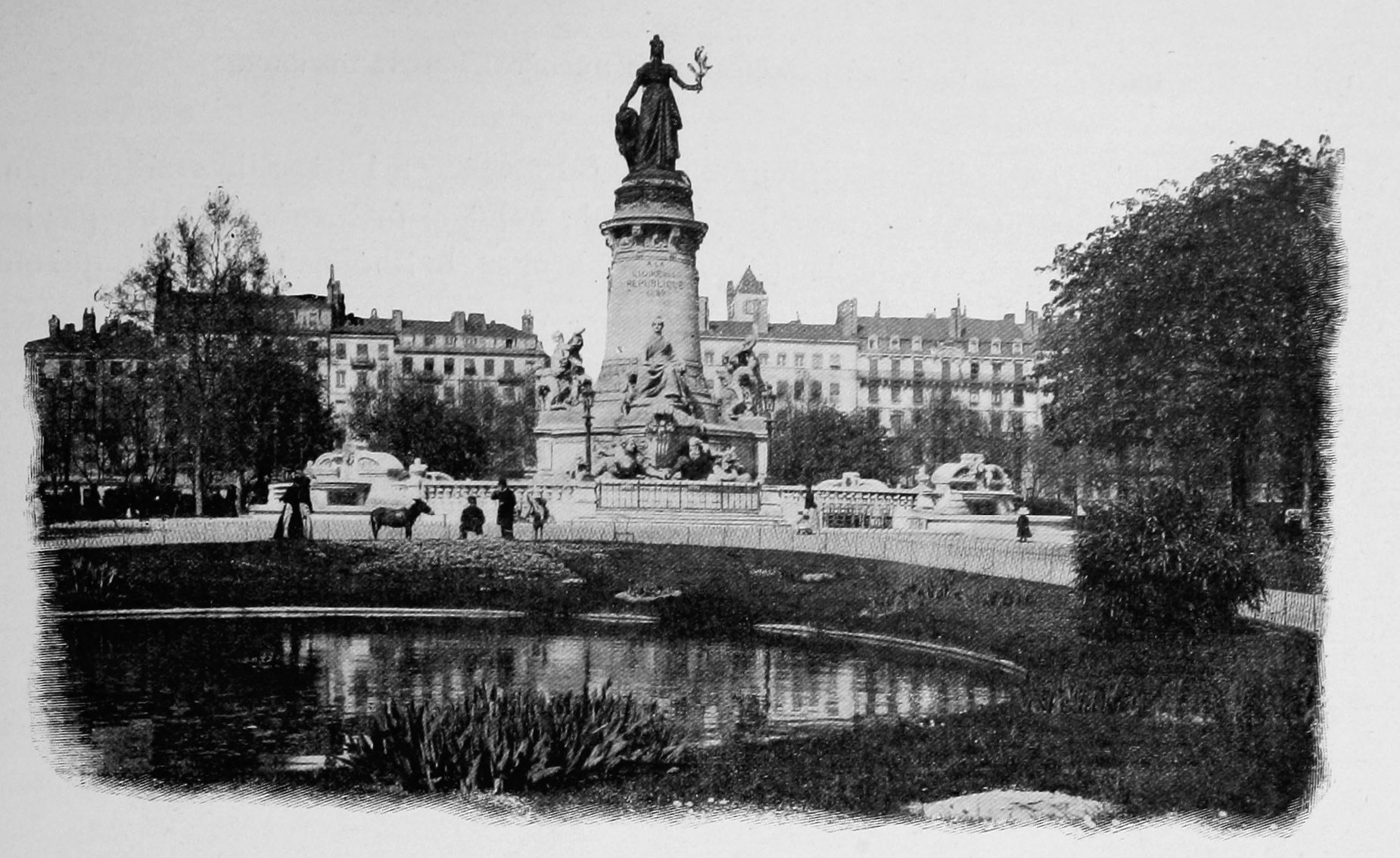
Monument à la République, (Lyon).
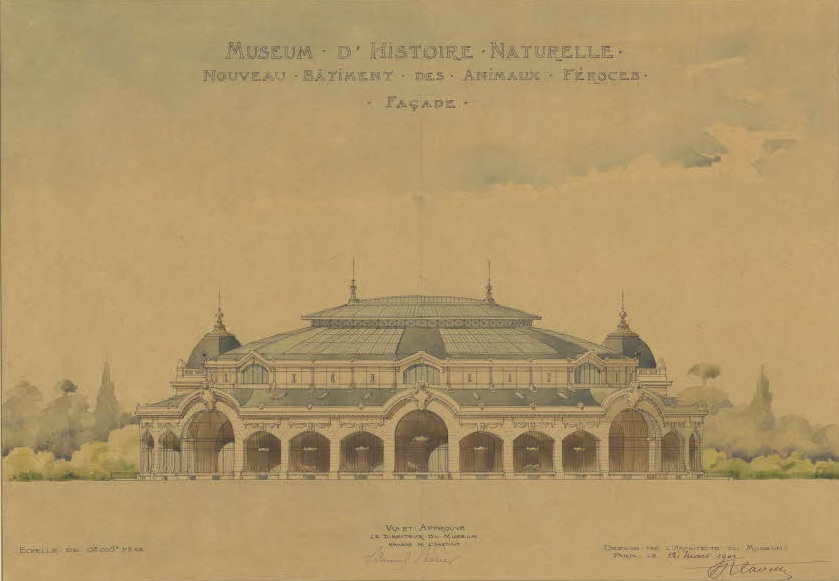
Muséum national d'histoire naturelle, Nouveau bâtiment des animaux féroces. Élévation, par Blavette, 1902. (Archives nationales (France).
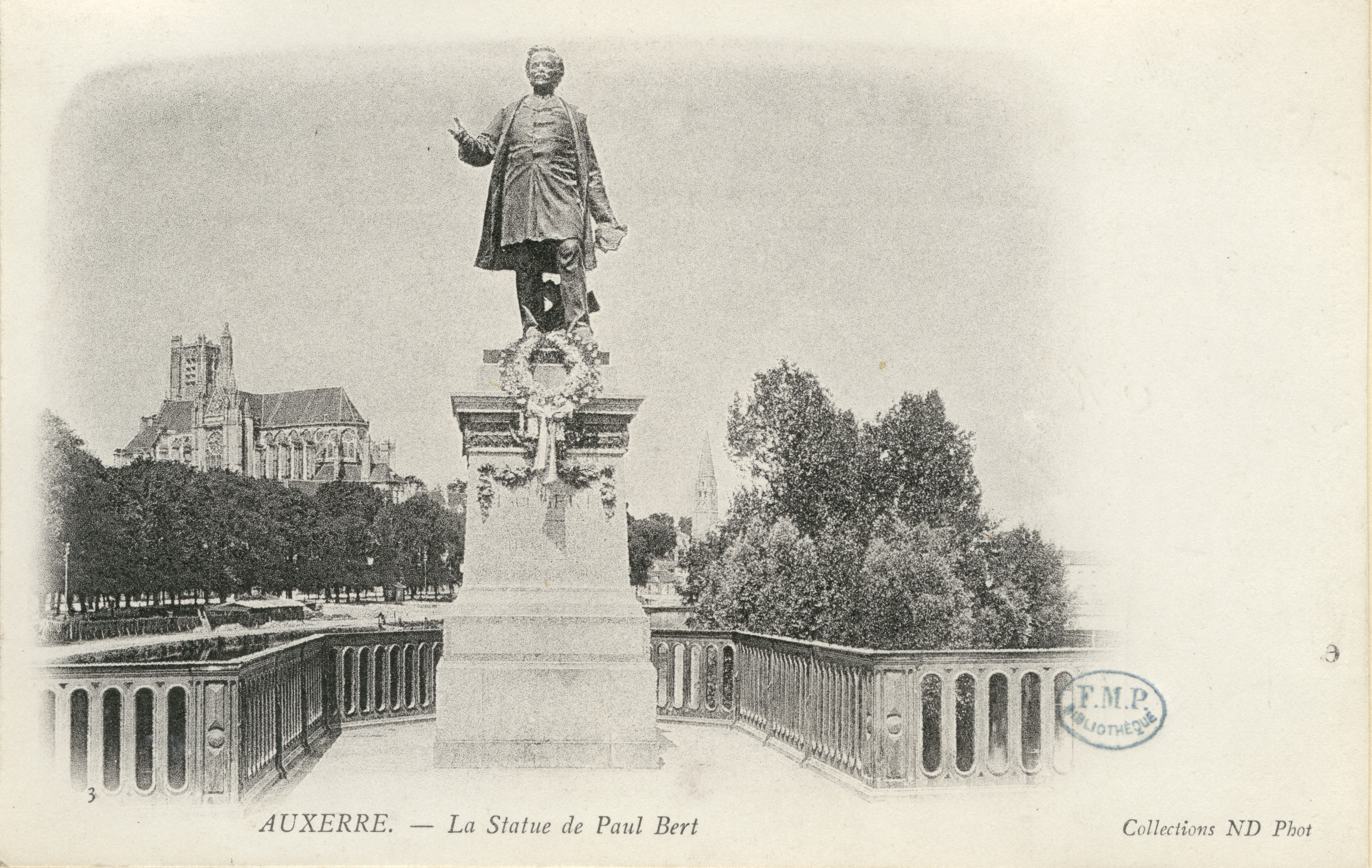
Monument à Paul Bert (Auxerre).